# 感圧塗料
感圧塗料（かんあつとりょう、Pressure-Sensitive Paint、PSP）とは、周囲の圧力に応じて発光強度が変化する蛍光（ルミネセンス）塗料で、機能性分子センサーの一種。正確には、塗料の周辺大気における酸素が、塗料の蛍光（又はりん光）を消光させる作用（消光作用）を利用している。酸素濃度は静圧に比例する（ヘンリーの法則）ため、感圧塗料を試験体に塗布することで、表面の圧力分布を光学的に把握することができる。おもに航空機などの風洞実験において用いられる。塗布する色素としては白金ポルフィリン錯体、ルテニウムピリジン錯体、ピレンなどが用いられる。

## 従来の表面圧計測との比較
従来の表面圧計測は、模型の表面に無数の穴（圧力孔）を設け、そこから伸ばした配管を機器につなぐことで計測したり、ひずみゲージ型圧力計と呼ばれる直径数ミリメートルの感圧素子を表面に設置することで計測する圧力多点計測と呼ばれる手法が用いられていた。圧力孔やひずみゲージ型圧力計を設置する密度には物理的・費用的に限度があるため分解能が限られるのみならず、この手法が適用できる範囲も限られていた。たとえばプロペラのように高速で回転する物体などでは適用できない。
感圧塗料を用いる場合、模型に塗料を塗布し、CCDカメラで撮影した画像を計算機で処理することで表面の圧力分布を知ることができる。つまり非接触で計測が可能なので、従来の圧力多点計測では不可能だったジェットエンジンのブレードのように高速で回転する物体の圧力分布計測も行うことができる。また、従来は点の集合としてしか得られなかった計測結果がほぼ面分布として得られるので、より詳細な解析を行うことが可能である（CCDカメラと画像処理によってデジタル画像として出力されるので、正確を期せば得られる結果は依然として点の集合であるが、従来手法と比較すれば面分布と呼んでも差し支えないレベルである）。

## 問題点
問題点としては、まず第一に温度依存性が無視できないことが挙げられる。感圧塗料による計測時は、温度依存性を補正するために模型表面の温度センシングが必要になるのが現状である。このため、感温塗料との塗り分けによって計測されることが多い。ただし感温塗料との塗り分けを行う場合、塗り分けの境界線におけるデータが得られないことに留意する必要がある（また、感圧塗料の温度依存性は、感圧色素・下地剤（バインダ）によっても変化することを注記しておく）。
第二に、時間応答性が充分でないという問題点がある。下地剤（バインダ）にはポリマが利用されることが多いが、この場合は応答時間が長いために非定常現象を捕捉できない。このため、これまでに様々なバインダが応答性改善のために用いられてきている。特に旧NAL（航空技術研究所、現JAXA）によって提案されたAA-PSP（Anodized Aluminum PSP）はμsecオーダの応答性を持つため、時間応答性という問題点の解消を期待されている。
また第三の問題点としては、限界精度が0.1 - 0.5kPa程度であるので微小な圧力変化の測定では十分な精度の計測結果を得られないことが挙げられる。流速30メートル毎秒（108キロメートル毎時）程度であれば、ある程度の信頼性を持った計測結果が得られるという報告はあるものの、それ以下の流速では感圧塗料を用いた計測は検討課題である。また酸素との反応を利用しているため、現状としては気体中の物体に対する適用がメインである。